# 小国城 (出羽国田川郡)
小国城（おぐにじょう）は、山形県鶴岡市小国町尻（旧・田川郡温海町）にあった日本の城。小国川（庄内小国川）左岸の、同市小国集落南西に聳える標高348.5メートルの「楯山」山頂に位置する山城で、2002年（平成14年）12月19日に国の史跡に指定された。

## 概要
城跡の所在する楯山と麓の小国集落との比高差は約235.5メートルで、山形県内の山城としては最も高い位置にある。越後・出羽国境近くの所謂「境目の城」であり、また山麓の谷筋に両国間を結ぶ小国街道が通っているため、交通の要衝として重視され関所が置かれていた。
城域は東西約1030メートル×南北約950メートルを測り、東西向きに伸びる尾根筋上の4つの曲輪を中心に構成されている。最高所に位置する一の曲輪（本丸）は約844平方メートルほどの広さで、四方の縁部には土塁が巡り、その下に高さ7メートルの急傾斜を伴って幅5.5メートルほどの帯曲輪が全周している。土塁が曲輪の四方を全周する山城は、富山県以北の日本海側では極めて珍しいとされる。一の曲輪東側には二の曲輪（二の丸・中屋敷）・三の曲輪（三の丸・下屋敷）が段差を付けて並び、一の曲輪南西側には、大堀切を挟んで「四十二軒屋敷（西大屋敷）」と呼ばれる一際大規模な曲輪が存在し、約2200平方メートルほどの平坦面を持ち、居住区域と考えられている。東・西・南側の地形は急傾斜で切岸が発達し、北側と南西の尾根筋には堀切が設けられている。登城用の道は、主要曲輪群北東の尾根筋から登り、曲輪群の南側に沿うように走り、曲輪への入口部には虎口が設けられている。
築城年代や築城時の城主については明確でないが、南北朝時代（1333年～1392年）に、南朝方の武将として小国城主「小国兵庫頭」が活動していることから、小国氏による小国城がこの頃から存在していたと考えられている。戦国時代・安土桃山時代に入ると、当城のある庄内地方は武藤氏（大宝寺氏）・上杉氏・最上氏による争奪の場となっていったが、天文6年（1537年）から天正6年（1578年）までの41年間は「小国因幡守」が城主として在城していた。
尾浦城の城主・武藤義興（大宝寺義興）は、越後の上杉景勝の傘下となって庄内地方における支配を強化したが、天正15年（1587年）の最上義光の侵攻で敗北し自害した。この時、養子の武藤義勝（実父は北越後の本庄繁長）は小国城に立て籠り、後に実父・本庄繁長の元に逃れた。
翌天正16年（1588年）、武藤義勝は実父・繁長と共に最上義光に奪われた庄内に侵攻して十五里ヶ原の戦いで最上軍を破り庄内を奪還したが、天正18年（1590年）の豊臣秀吉による奥羽仕置で庄内は上杉氏領と決まった。しかし慶長5年（1600年）の関ヶ原の戦いの結果、翌慶長6年（1601年）に最上義光が再び庄内を掌握した。
元和元年（1615年）の一国一城令で小国城は廃城となったが、幕末の庄内藩士・安倍親任の記した『筆濃余理（ふでのあやまり）』によれば、「当城は此年ノ冬廃セラレシカド、関ノ固メハ猶元ノ如ク。」とあり、麓の小国街道にある関所は引き続き運営され、1872年（明治5年）まで存続した。
当城は羽越国境の「境目の城」であり、庄内地方における武藤氏と最上氏の抗争の歴史を示す重要な遺構であるとして、2002年（平成14年）12月19日に国の史跡に指定された。